# Nadie sale vivo de aquí
Nadie sale vivo de aquí es el cuarto álbum de estudio como solista del músico argentino Andrés Calamaro, puesto a la venta en 1989 por CBS.

## Detalles
Es, quizás, el mejor disco de los cuatro que editó el artista durante la década de los ochenta y, para algunos, el mejor de Calamaro en general. 
Aparece en el puesto 60 de "los 100 mejores álbumes del rock argentino" según la revista Rolling Stone.
Los temas están compuestos casi en su totalidad por Calamaro, aunque, al igual que en su anterior producción, cuenta con la colaboración de Ariel Rot, Alejandro "Alemán" Schazenbach y, en la canción "Vietnam", se puede escuchar el aporte de Gustavo Cerati y Fito Páez. 
Algunas de sus canciones fueron interpretadas posteriormente por Calamaro junto al grupo Los Rodríguez.
Fue su último disco en solitario hasta Alta suciedad, ya que en 1990 se integró en Los Rodríguez.

## Lista de canciones
1. Nadie sale vivo de aquí (1:31)
2. Pero sin sangre (2:31)
3. Vietnam (0:53)
4. Pasemos a otro tema (2:22)
5. Con la soga al cuello (2:20)
6. No tengo tiempo (1:45)
7. Señoritas (1:44)
8. Adiós, amigos, adiós (2:56)
9. Ni hablar (2:59)
10. Una deuda del corazón (Traicionero) (2:38)
11. No me vuelvas la espalda por eso (1:58)
12. Señal que te he perdido (3:17)
13. Vietnam (con Fito Páez y Gustavo Cerati) (0:47)
14. Dos Romeos (3:52)

## Videoclips
- Nadie sale vivo de aquí (1989)
- Pasemos a otro tema (1990)

## Créditos
- Andrés Calamaro - voz, teclados
- Ariel Rot - guitarras, coros
- Gringui Herrera - guitarras, coros
- "El Alemán" Schanzenbach - bajo
- Ricardo González - batería
- Jordi "Jorge" Polanuer - saxo

Otros
- Ingenieros: Mario Breuer, Walter Chacon
- Diseño: Clota Ponieman & Gabriel Rocca
- Arte: Estudio Rocca Cherniavsky
- Foto: Gabriel Rocca
- Notas sobre interno: Rodrigo Fresán
- Productor ejecutivo: Alberto Ohanian